# Eva Frágnerová
Eva Frágnerová, coniugata Vančurová (Praga, 22 settembre 1928), è un'ex cestista cecoslovacca.

## Carriera
Con la Cecoslovacchia ha disputato due edizioni dei Campionati europei (1950, 1952).